# 國立清華大學
國立清華大學（英語：National Tsing Hua University；縮寫：NTHU，簡稱清華、清大）是一所校本部位於台灣新竹市東區的國立研究型綜合大學，其起源於清朝，於1911年以庚子賠款建校於順天府（今北京市）清華園，而後因國共內戰多次遷移，後於1956年在校長梅貽琦的主持下在臺復校。
國立清華大學的校本部與國立陽明交通大學光復校區、工業技術研究院光復院區及新竹科學工業園區相鄰，校園內建有圖書館、博物館及核子反應爐等大型設施，與國立新竹教育大學於2016年合併後，現共設有13個學院及附設實驗小學、附設診所，於2022年聘有約900名專任教師，並約有18,100名學生在學。國立清華大學的校友橫跨各界，除包括3名諾貝爾獎得主楊振寧、李政道、李遠哲及沃爾夫獎得主陳省身等學者外，亦包括曾任中華民國行政院院長的俞國華等在內的著名校友。
國立清華大學與國立陽明交通大學等校緊密合作外，亦與北京清華大學等海內外大學有著密切關係，發展MOOC課程、學術訪問制度及雙聯學位課程在內的交流合作。
國立清華大學在2023年《QS世界大學排名》中為世界第177名，在2022年《泰晤士世界大學排名》中為351-400名之間，在2022年《世界大學學術排名》中為401-500名之間，在2022年《美國新聞與世界報導》中為375名。

## 概要
中華民國政府於第二次國共內戰失利而撤退至臺灣後，接收日本海軍第六燃料廠廠本部300公頃土地。1955年金開英擔任中油總經理，撥用40甲土地給清華大學建校，由該校校長梅貽琦於新竹市主持清華在台復校。復校重建之初首設原子科學研究所，1964年恢復大學部，2016年與國立新竹教育大學合併，目前設有理學院、工學院、原子科學院、人文社會學院、生命科學暨醫學院、電機資訊學院、科技管理學院、竹師教育學院、藝術學院、台北政經學院、半導體研究學院及永續學院等13個學院，共27個一般學系、11個院學士班、31個獨立研究所、19個學位學程、21個在職專班、4個境外專班及24個校級研究中心。位於北平的國立清華大學則由中華人民共和國政府接管，更名為清華大學。
在學術研究上，清華自29國130所（2011年4月）增加至49國319所（2020年4月）大學保持校際合作關係，各國交換學生、外籍生、華語學習的互動熱絡。而國立清華大學也與國內的國立陽明交通大學及國立中央大學、國立政治大學三校共同組成台灣聯合大學系統，整合各校資源，共同成立研究中心。此外，復校後的清華和相鄰的交大於1969年開始固定於每年春季舉辦「梅竹錦標賽」，比賽項目包含球類、橋藝、棋類、田徑、拔河等。清華校友與許多知名大學包括台灣大學等，都有協助校友創業活動，以租用辦公室的方式，推廣其創業活動，如清華海峽研究院。
根據汤森路透重要科學指標（Thomson Reuters, Essential Science Indicators），清華在化學、物理、材料科學、工程、計算機科學、生物與生物化學及臨床醫學等七學門被列為論文被引次數世界前1%之研究機構；臺灣在22個評比學門中之5個學門有研究機構躋身世界百強，清華在QS全球大學學科排名中在「材料科學」方面排名世界第37名，居全臺各校所有領域之首。2017年，於「機械工程」方面排名世界第38名，超越台大為全台第一。腦神經科學領域，諾貝爾獎得主DNA之父詹姆斯·杜威·沃森於2010年造訪清華時譽為「世界領先」。清華未來式，校園規劃，續以清華校色紫色及白色重新改造清華湖及校門口，清華湖以紫色意象傳統清華典雅，校門口以白色意象設計象徵未來醫學發展。

## 經費來源
1948年（民國37年），梅貽琦校長離開北平前往南京，後出國赴紐約與中華教育文化基金董事會（現中華教育文化基金會）會商清華基金保管及運用事宜，確定國立清華大學將中國對美國的庚子赔款的退款使用剩餘部分存放至美國銀行設立「清華基金」，由梅貽琦校長掌控此基金。 1949年（民國38年）中華民國中央政府遷往台北，梅貽琦校長前往臺灣新竹市復建國立清華大學，至今此基金利息仍每年由銀行撥付給國立清華大學作為開支經費，目前僅有位於台灣的國立清華大學接收此基金。

## 精神象徵

### 校名
东晋谢混作《游西池》诗，有“景昃鸣禽集，水木湛清华”（“湛”通“沉”，音chén），意指“夕阳斜照，鸣叫的鸟儿归林；清澈的水色与华美的草木，已经淹没在暮色之中。”原为感叹时光流逝之意，后引申出“水木清华”一词，并赋予“池水清澈，树木华美”之意，今日工字厅后匾额即为“水木清华”四字。明万历年间建皇家园林清华园（今畅春园），后废。清康熙年间建熙春园，后分为近春园、熙春园两部，咸丰帝为熙春园亲书匾额改为“清华园”。1910年，游美学务处将附属肄业馆改为学堂，依据所在地而定名“清华学堂”（Tsing Hua College），后沿袭更名“清华学校”（Tsing Hua School）。1928年6月，南京國民政府掌控北京后准备改办大学，由于清华接收美国退还賠款，对罗家伦校长的委任状中定名为“清华大学”，未加“国立”二字，后经罗家伦多次争取，最终定名为国立清华大学。

### 校徽

#### 圓形校徽

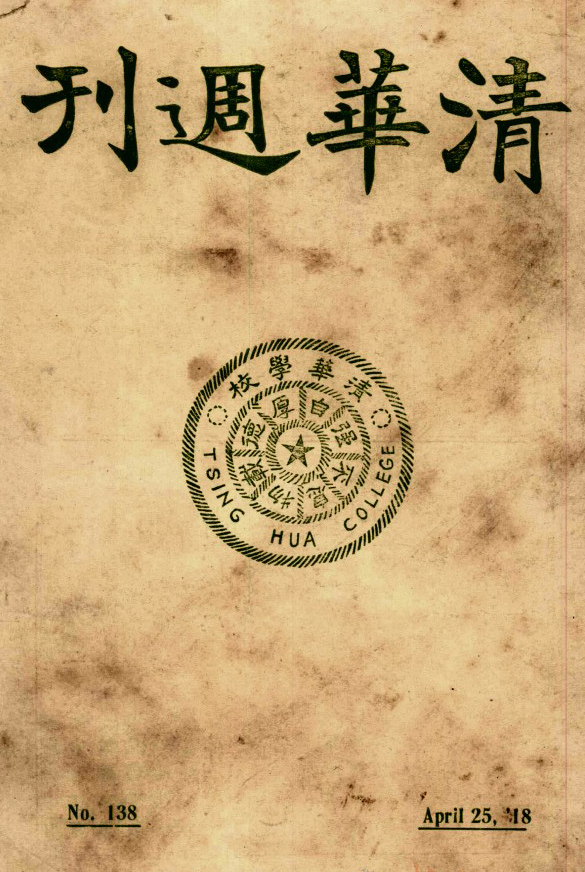
1918年第13-14期《清华周刊》封面，用上徽标

清華大學的圓形校徽為正式的校徽標誌，雛型源於1916年清華學堂的軍旗圖案。1926年11月25日，校評議會議決：「通過校徽之格式：圓形、斜十字」，1928年改制大學後，曾调整校徽字样与图示。1934年6月1日《清華週刊》（第13-14期）嚮導專號刊登了清華大學校徽圖案，其基本形制沿用至今，最中心為五角星，內圈為校訓「自強不息，厚德載物」，外層則為校名中英文字樣。 新竹清華的圓形校徽，除上述基本結構外。與北京清華不同，保留了清華學校時期，校徽最外層的光芒狀圖案等細節。

#### 鳥形校徽
鳥形校徽具體時間與創作者已不可考，但在北京時期就已出現。今日新竹清華的校旗亦是印製此圖騰作為代表。

鳥形（鷹翅）老校徽，配戴用

### 校歌

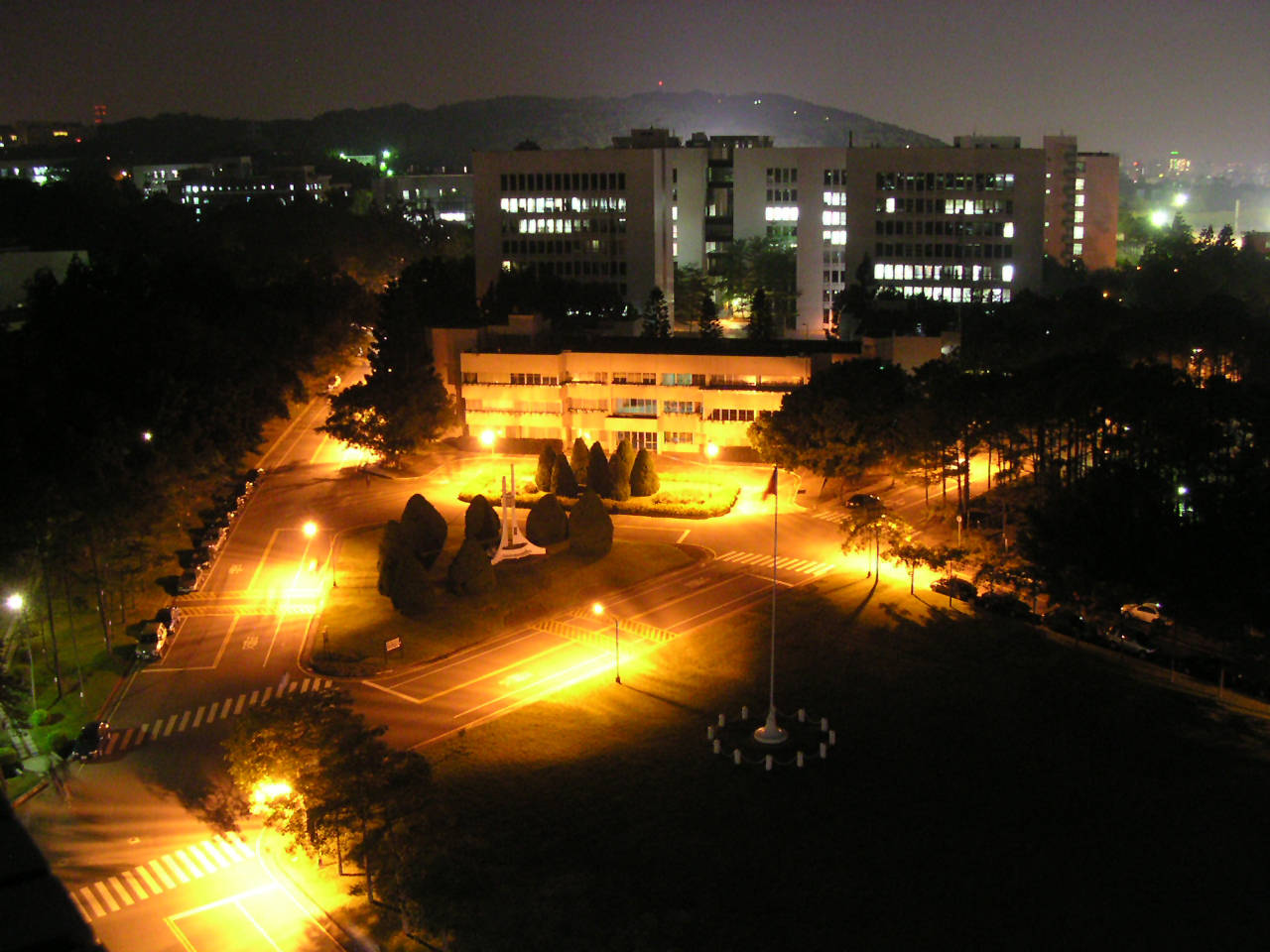
清華大學夜景

### 校訓
清華大學的校訓為「自強不息，厚德載物」。源於周易乾坤二卦，卦辭是「天行健，君子以自強不息；地勢坤，君子以厚德載物」。因於1914年（民國3年）冬，梁啟超先生到清華演講，講題為「君子」，即以此辭為中心內容，激勵清華學子發憤圖強，並把此二卦辭作了如下的詮解：
| “ | 乾象言：君子自勵猶天之運行不息，不得有一暴十寒之弊，且學者立志尤須堅忍強毅，雖遇顛沛流離，不屈不撓；若或見利而進，知難而退，非大有為者之事，何足取焉。人之生子世猶舟之航海，順風逆風，因時而異。如必順風而後帆，登岸無日矣。 坤象言：君子接物度量，寬厚猶大地之博，無所不載。君子責 己甚厚，責人甚輕。孔子曰：『躬自厚而薄責于人』蓋惟有容人之量 ，處世接物，坦然無所芥蒂，望之儼然，此所以為厚也，此所以為君子也。 | ” |

接著，梁啟超先生又引申勉勵清華學生說：
| “ | 清華學子，薈中西收新文明，改良我社會，促進我政治，所謂君子人者，非清華學草，今日之清華學子，將來即為社會之之鴻儒，集四方俊秀，為師為友，相磋相磨，他年遨遊海外，吸表率，語、默、作、止，皆為國民所仿效，設或不慎壞習，慣之傳行，急如暴雨，則大事僨矣。深願及此時機，崇德修學，勉為真君子，異日出膺大任，足以挽既倒之狂瀾，作中流之砥柱，則民國幸甚矣！ | ” |

這次演講以後，學校即以此八字為校訓，作圖制徽沿用至今，並於於2008年2月後陸續成立了「厚德書院」、「載物書院」、「天下書院」等住宿學院。

### 校花
清華代表花除了校務會議決議的梅花外，曾有將紫荊或丁香作為校花的提議。
2011年，「99學年度第4次校務會議」決定清華校花為梅花，為了紀念梅貽琦校長而來。且梅竹賽行之多年，梅花已成為清大之精神象徵，也用在各種紀念品之上。

## 歷史

### 清華學堂時期

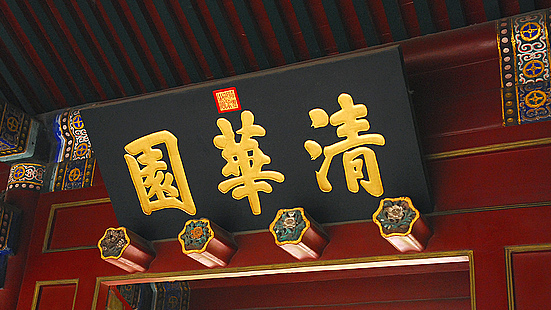
咸丰帝御笔清华园匾额位于工字厅正门。

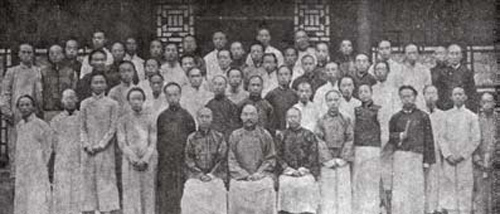
1909年遊美學務處第一期留美生

清华源于辛丑条约约定的庚子赔款。1904至1905年（清光绪三十年至三十一年），美国国务卿海約翰认为赔款已超过美國應得到的部分，索要过多，並告訴大清驻美公使梁诚。梁诚得知美国庚款索赔过多后，几番据理力争要求美国退回，促成减免。美国总统罗斯福决定返还赔款基数定为一千余万美元，逐年退还。赔款用于人才培养和赴美留学。1909年（清宣统元年），美国开始退还庚款。为统筹考核留学生，外务部与学部上奏设立“游美学务处”并附设“肄业馆”。7月17日（六月初一）游美学务处正式建立，后任命外务部署左丞、左参议兼学部丞参上行走周自齐担任总办，学部员外郎范源濂和外务部候补主事唐国安，驻美公使馆参赞容揆任驻美学生监督，三年间共组织三批近200人赴美留学。
外务部选定清华园后，修缮工字厅、建造校门、一院、二院、三院、同方部、北院、校医院，1911年竣工，校园占地450亩。1911年2月，肄业馆改称“清华学堂”，由军机大臣那桐题写校名，总办周自齐兼任监督，会办范源濂、唐国安兼任副监督。3月30日（三月初一）暂行开学仪式（中等科），4月1日高等科开学，教师多从美国聘请，游美学务处也迁入工字厅办公。10月，武昌起義爆发，清政府挪用退还赔款弥补军费，学堂经费断绝，原定正式开学仪式取消，11月9日正式停课。

### 清華學校時期

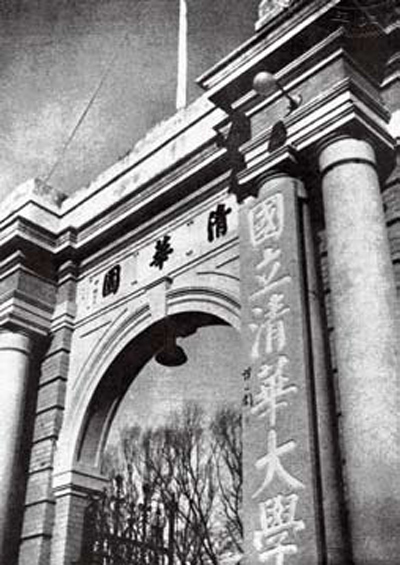
国立清华大学大门（今二校门）

1912年中华民国建立后裁撤游美学务处，学堂改名为清华学校，分中等科四年、高等科四年共计八年学制。唐国安为第一任校长，周诒春为教务长，在校生约500人，教员30余人，以“培植全材，增进国力”为宗旨培养“领袖人才”。1913年春近春园、长春园、部分水磨村并入清华大学。1914年10月，美国建筑师墨菲与小丹纳（Dana）为学校规划校园，布置留美预备学校和综合大学。1916年至1920年，建成图书馆、体育馆、科学馆、大礼堂等早期建筑。此期间，经费充足、园林优美，学习环境十分理想。学校强调体育锻炼和强健体魄，设立体操课，午后“强迫运动”，开办童子军训练和军事训练（兵操）；参加菲律宾第一届远东运动会；清华、协和、汇文合办的“三角运动会”为北京最早校际大赛。各界名人学者也前来演讲，1914年11月5日，梁启超先生以“君子”为题发表演讲，引述易经中“天行健，君子以自强不息”及“地势坤，君子以厚德载物”，对清华学子给予厚望。后“自强不息、厚德载物”被定为校训。

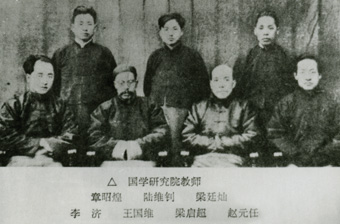
1925年，国学研究院教授合影

1913年3月初，唐国安校长病逝，周诒春继任，任内勤勉，增加设备建筑，扩充留美名额，于1918年1月辞职。此后直到1931年校长更迭频繁，史称“清华校长更迭风波”。早期先后有范源濂（美国驻华公使反对）、赵国材（代理）、张煜全、罗忠诒（学生拒绝）、严鹤龄（代理）、金邦正、曹云祥（代理）被任命校长。1924年5月，曹云祥成为正式校长，在任6年中，清华学术得到空前发展，1925年春成立国学研究院，聘请梁启超、王国维、陈寅恪、赵元任等导师。从派遣留学逐步转为培养本国人才，在1925年5月成立大學部，始创四年制學士教育，開始招收大學一年級生，稱為新制生，而留美預備部學生為舊制生，之後清華學校由留美預備部、大學部、國學研究院三個部分組成，並逐步向綜合性大學過渡。至1926年，大學部共成立17個學系，包含中國文學系、西洋文學系、歷史學系、經濟學系、教育心理學系、物理學系、工程學系、體育學系、音樂系等，已經形成大學的初步基礎。
1919年5月4日，五四运动爆发，城内十多所学校示威游行。清华学生组织演讲、会见公使、致电巴黎和会。9日，校内挂半旗，全体同学在体育馆举行“国耻纪念会”，并焚烧校内日货。共同宣誓“愿牺牲生命，以保护中华民国人民、土地、主权”。“五四”运动后，更多新思潮涌入清华，促进了清华学生的觉醒。1926年3月13日，举行纪念孙中山逝世周年大会，李大钊、陈毅来校演讲。3月18日，北京民众为反日本入侵游行请愿，遭段祺瑞政府打压，清华学生韦杰三牺牲，是为三·一八惨案。1927年6月，國學大師王國維憂憤國事，於北京昆明湖自殺，震驚全國。梁啟超亦因病離校就醫。同月教務長張彭春遭反對勢力攻擊而辭職，校園爆發「挽張去惡」風潮，學生遊行要求改造清華。

### 北平時期
1928年，南京国民政府取代北洋政府掌控北京后，任命孫科為清華校長，孫科不就，遂改派罗家伦为校长，易名“国立清华大学”。羅家倫於校長就職演講中，提出要四化辦學（廉潔化、學術化、平民化、紀律化），並實行軍營化管理，遭學校師生拒绝。任职期间，罗家伦对学校组织结构大加整改，延請了蔣廷黻、張奚若、蕭公權、馮友蘭、張子高等幾十位著名教授。1929年4月，羅家倫因查出清華基金帳目虧空，要求改革，與清華大學董事會發生矛盾，提出辭職。同月，清華大學師生發起解散董事會，回歸教育部管轄運動。5月，清華重归教育部管轄；6月，清華大學董事會解散，清華基金改由中華教育文教基金會保管。成立研究院，先辦文法兩科，次辦理工農科。大學部第一屆學生亦於此年畢業。1930年5月，中原大戰爆發，北平落入閻錫山之手，校內親閻錫山勢力醞釀“倒羅運動”，再加上羅家倫長期與學校師生意見不合，5月20日請辭離去。後閻錫山指派與其同為山西人的清華校友喬萬選為清華校長，但是遭到清華師生以反對军阀力量把持校政為由，拒絕喬萬選。6月25日，喬萬選企圖以武力接收清华，遭學生阻擋，並簽下「永不任清華校長」承諾書。清華校務暫由校務會議維持，清華進入長達十至十一月的無校長時期。1931年4月，教育部任命吴南轩為校长，然而吴南轩擅自解聘教授，任用私人，携印入城，断绝学校资金并暗示武力解决，引起全校師生不滿，学生护校委员会和教授会迫使教育部将其撤职。
1931年10月14日，梅贻琦被任命为校长，12月3日，在校長就職典禮上提出“所謂大學者，非謂有大樓之謂也，有大師之謂也”的理念，此理念對清華有著深遠的影響。梅贻琦擔任清華校長長達17年，為清華最久任的校長，且对学校建设贡献巨大，确定了清华著名学府地位，被稱為清華永遠的校長。此時期，梅校長大力延聘名師，讓此時的清華園名師雲集，如文學院的馮友蘭、朱自清、聞一多、陳寅恪、吳宓、金岳霖等；理學院的葉企孫、吳有訓、周培源、陳省身等；法學院有陳岱孫，這些學術大師在清華創造出許多研究成果，如機械系教授王士倬建造了中國第一座航空風洞。在治校理念上，確立了“民主治校原則”，也稱為“教授治校”，清華的教授會、評議會、校務會以及各種專門委員會，多由教授擔任，讓教授能積極參與學校事務。
1935年秋天，在日军危及华北之时，校内成立学生自治会救国委员会，学生蒋南翔草拟《告全国民众书》，喊出：“华北之大，已经安放不得一张平静的书桌了！”1935年12月9日，一二·九运动爆发，清华大批学生参加了该运动，高呼“打倒日本帝国主义”、“停止内战、一致抗日”等口号。1936年，因日軍侵華，學校於長沙獄麓山興建校舍，並將學校珍貴圖書器材南遷，同時決定籌辦特種研究所。2月19日，參予學生運動的救國會與學校教授會為了上學期期末考試補考問題發生對立，教授集體辭職。22日，由學生會與用功讀書學生組成之護校團發起挽留教授。23日，梅校長自南京回校，處分救國會帶頭分子，並慰留所有教授。29日，冀察政務委員長宋哲元派兵進入校園逮捕二十一名左派學運學生，後經校方多方奔走，獲得保釋。12月，西安事變爆發，校園左右派學生對立。28日，由潘光旦教務長宣佈解散校園一切學生運動。

### 國立西南聯合大學時期

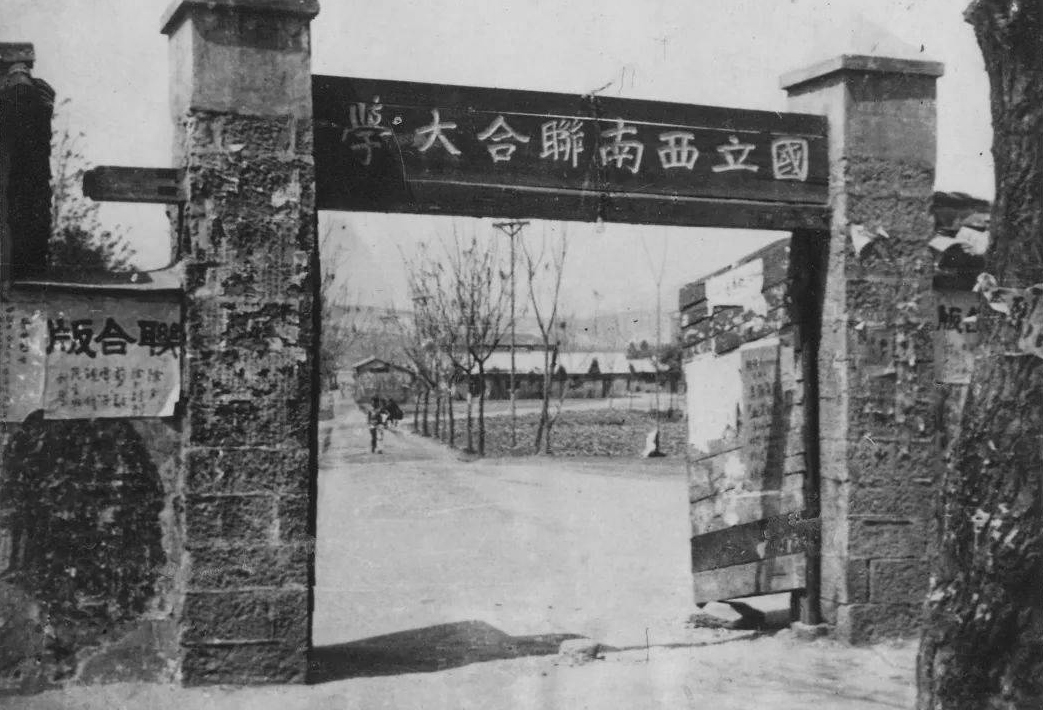
国立西南联合大学校门

1937年發生七七事变，抗日战争全面爆发。8月5日，日軍即佔領清華園。9月10日，清华奉令与北大、南开在长沙组建国立长沙临时大学。10月25日，临大开学，共有文、理、工、法商等四院十七系，文學院另於南岳上課。1938年1月，因戰爭吃緊，決議搬遷至昆明，临大组织师生分三路艰难到达昆明，校名改为国立西南联合大学，梅贻琦任设常务委员会主席。5月4日，联大开课，三校师生在条件极其艰苦的情况下开展教学、科研工作。1939年因戰局吃緊，政府宣布停付庚款。清華農業、航空、無線電、金屬、社會調查五研究所自行設法維持。8月，清華決定恢復文科研究所，設中文、外文、歷史、哲學四部。1940年，因聯大校園屢遭日軍轟炸，教育部命聯大遷川。8月，聯大決定於四川敘永設立分校，命一年級及先修班新生前往上課。11月，為了培養大後方中小學教師，聯大成立師院附設學校。1941年1月，敘永分校開始上課。4月，清華大學成立卅年，師生於昆明舉行紀念會，出版學報紀念專刊。8月，敘永分校結束運作，學生返回昆明。10月，文科研究所於昆明東郊龍泉鎮司家營成立，由馮友蘭教授出任校長。11月，與盟軍合作於昆明成立譯員訓練班，並成立師範學院初級部。联大期间，学生参与青年从军运动，应征飞虎队翻译，参加中国远征军入缅作战。清华还单独设立昆明办事处、研究院和特种研究所。特种研究所依靠庚款基金利息，拥有农业、航空、无线电、金属、国情普查五个研究所，服务军事研究。战争中，清华园遭日军野战医院152病院等占据、破坏，留守教职工也被害。
1945年日本投降后，学校开始修缮清华园。次年联大结束，三校复员。清华在战争伤痕下努力恢复发展，1946年2月，部分系所勉強於北平清華園重新復課。5月4日，西南聯大結束，學生依志願分發，入清華者932人，入北大者644人，入南開者65人。三校於昆明立碑紀念八年之艱苦合作。師生陸續北返，只留下師範學院改為國立昆明師範學院。7月，清華中文系教授聞一多遭國民黨特務刺殺，昆明發生學潮，梅校長赴滇解決。10月10日，正式於清華園上課，收集補充圖書儀器設備，並招考新生。1948年，清华大学扩充农学、气象学、法学、航空工程等院系。同年11月24日，在中国人民解放军进攻下，国民政府教育部督学前来谈迁校事宜，并接走清华5位教师。12月13日，解放军进军至西郊，绕开圆明园和清华、燕大，占领丰台。中央军委主席毛泽东指示保护清华、燕京等校。解放军与国军战于学校墙外，不久后国军退守城內。15日，解放军进驻海淀镇，清华园成为华北地区最早被解放军占领并宣告解放的高校。12月18日，解放军第13兵团政治部张贴布告宣布严加保护学校，阻止抢掠。梅贻琦校长于12月14日因公入城，留在城内，后于21日乘飞机前往南京。12月17日，校务会议推举冯友兰为临时主席，代理主持校务。

### 在台復校

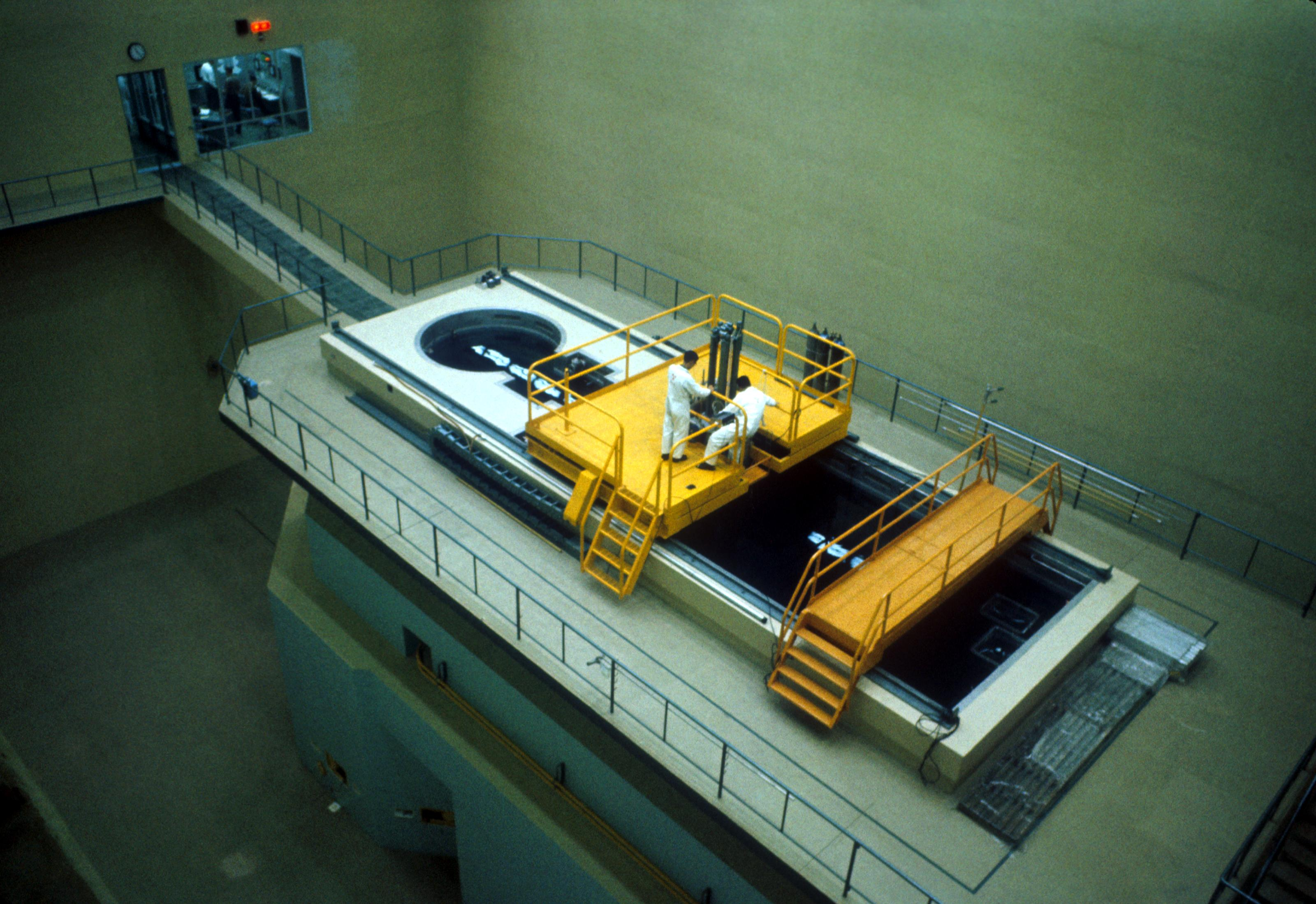
清華大學水池式反應器

1949年中華人民共和國成立，中華民國政府遷守臺灣。梅校長赴歐，後往紐約與中華教育文化基金董事會會商清華基金保管及運用事宜。自1951年開始以清華基金利息協助在美學人研究，並贈送學術書刊儀器給臺灣專科以上學校。1955年，「中美合作研究原子能和平用途協定」正式簽字，政府決定設立原子科學研究機構，發展原子科學之研究，乃電召梅貽琦校長返國籌議。並於同年12月，由行政院組設「國立清華大學研究院籌備委員會」，以教育部長張其昀，清華大學校長梅貽琦，國防、外交、財政、經濟四部代表，暨蔣夢麟、浦薛鳳、錢昌祚，陳雪屏、錢思亮、金開英、洪紳諸先生為委員。
1956年1月1日，即在臺北成立籌備處，以陳可忠為主任；清華在臺復校工作由此開始。原先計畫在臺北南港與新竹擇一選校地，但因南港腹地較小，再加上時任新竹縣長朱盛淇的爭取，清大選在新竹赤土崎建校。校地由中國石油公司提撥約40公頃的原日本海軍燃料廠土地，在原子爐開工後，需要更多校地，因此新竹縣長朱盛淇同意再撥約33公頃土地，此時的清華校地共約78公頃。
1956年清華在臺復校後首次招生，因校舍還未完工，以國立臺灣大學為上課地點，至此清華校務在臺正式運行。1957年，清華在新竹的教學大樓、辦公大樓、教職員工宿舍、學生宿舍等相繼完工，學生於是返回新竹上課。1961年清華大學水池式反應器完工，此原子爐土木工程部分由校友華泰建築師張昌華負責設計，機械裝置則由中油、臺電、臺灣鋁業公司分別派員操作，並得到經濟部聯合工業研究所的協助，是臺灣第一次由產官學界共同完成的成果。
1962年5月19日，梅校長病逝於臺大醫院後，校務暫由教務長陳可忠代理，1965年陳可忠正式擔任校長，在其任內增設了數學、核工、物理、化學系所，增長了清華的教學組織；1968年，清華圖書館（紅樓）啟用，隨後體育館、大禮堂與新校門等相繼落成；1969年，清華與交大聯合舉辦首次的「梅竹錦標對抗賽」，同年7月陳校長退休，由閻振興校長繼任。
1970年9月，閻校長調任至臺大，繼任校長為徐賢修。1973年，經教育部核准，成立工學院、理學院與原子科學院，清華從原本的原子科學所擴張為理工大學。1975年，張明哲擔任清華校長，在其任內，清大為了整合全校研究及對外合作，規劃成立研究發展委員會。1980年大學部增設中國語文學系，清大逐漸邁向綜合大學之路。
1981年毛高文校長任內，正式設置（1995年修訂清大組織規程時，納入正式編制，更名為研究發展處），是臺灣各大學中第一個研究發展行政單位，下設各研究中心。1983年為配合推動國防科技發展，與中山科學院合作成立自強科學研究中心，為推動跨院所系的教學與研究，成立校內原子科學技術發展中心及科學儀器中心。1984年依行政院「加強培育及延攬高級科技人才方案」，成立材料科學中心，為全臺大學中四大重點科技中心之一。之後陸續成立電腦與通訊科技研發中心（1994年）、積體電路設計技術研發中心（2000年）、奈米與微系統科技中心（2001年）、腦科學研究中心（2002年）、當代中國研究中心（2003年）、能源與環境研究中心（2004年）等校級研究中心。

### 進入21世紀
清華為執行「發展國際一流大學及頂尖研究中心計畫」、整合清華重點領域研究，於2006年陳文村校長任內，合併材料科學中心、奈米與微系統科技中心成為奈微與材料科技中心，成立生物醫學科技研發中心（2007年）、人文社會研究中心（2007年）、基礎科學研究中心（2008年）。此外，1997年行政院國家科學委員會在清華校園中，設有國家理論科學研究中心，分為數學組與理論物理組，與校內、外學者互動頻繁；清華為鼓勵研究成果轉為產業價值，1999年成立創新育成中心，績效優異。
清華為給學生先入學、瞭解志趣後再選系之機會，在陳文村校長任內，推行各學院院招生，強調跨院系教育、大一不分系，於2006年先增設理學院、科技管理學院學士班，逐年推至各學院，迄2009年，全校所有學院均設有院招生學士班。另外在2008年陳校長任內，創立臺灣第一個強調住宿學院（Residential College）教育的「清華學院」，擷取世界頂尖大學住宿學院之精神，融合清華特色，帶給清華學子嶄新的學習與校園生活環境。
1980年代以來，兩岸清華交流日漸頻繁；1995年沈君山校長率團訪問北京清華，簽定「海峽兩岸清華大學交流合作備忘錄」，交往日益熱絡；2009年陳文村校長再次率團訪問北京清華，簽定「兩岸清華大學學術交流與合作備忘錄」暨「兩岸清華大學教師與學生交流協議」，除加強兩校之師生、學術交流外，並各自提撥基金，支持兩岸清華共同研究計畫之進行；次年北京清華顧秉林校長率團回訪新竹清華，兩岸清華交流與合作更加密切。
2002年，入選中華民國教育部最初7所重點研究型大學之一。
2006年以來，在教育部推出的「發展國際一流大學及頂尖研究中心計畫」及「邁向頂尖大學計畫」，清大獲選為重點補助的學校，正穩健地邁向世界一流學府之林。
2025年，中國國民黨立委、清大教授翁曉玲指出，聯電創辦人曹興誠曾答應要捐款清華大學1500萬元，卻一直未兌現諾言。清華大學兩度重申沒有收到捐款，事件當事人曹興誠則對友人說，現在他正在找當年的資料或人證。清華大學的官網或是社交網頁，一直沒有對曹興誠捐給學校1500萬的爭議有回應，媒體上一直是以「清大表示，沒有收到這筆錢」回應此事，據指出，許多清大校友對於校方做法感到不滿，要求校方應該出來面對鏡頭說明。學者認為整起事件「唯一令人費解只有清華大學」，因為爭議延燒多日，清大現任的管理階層卻始終沒有出面說明，使得爭議愈演愈烈，「堪稱完美公關災難」。該年二月底，清大校長高為元發出校內信，表示對於捐款者的善意，學校心懷感激，將保護捐款者的權益和隱私，若未經捐款者主動要求，不會揭露相關資訊，希望大家一同秉持「自強不息、厚德載物」的精神，繼續關注高教發展。

## 歷史年表

### 中國大陆時期
- 1909年，利用美國退還的庚子賠款，考選留美學生，成立「遊美學務處」。越二年勘定校址，籌設學校，稱清華學堂。
- 1911年，3月開學，旋因辛亥革命停課。
- 1912年，春，復課，「清華學堂」改稱「清華學校」，仍為留美預備學校性質。
- 1925年，成立國學研究所。開辦大學部，設文、理、法三學院。
- 1928年，改稱「國立清華大學」。
- 1929年，正式成立研究院，分文、理、法三部；大學部第一屆學生亦於此年畢業。
- 1932年，增辦工學院。
- 1937年，因對日抗戰，南徙長沙，與北京大學、南開大學合組為國立長沙臨時大學。
- 1938年，長沙臨時大學遷至昆明，改稱國立西南聯合大學。
- 1945年，抗戰勝利，西南聯大仍繼續課業，三校同時分別開始籌劃復員工作。
- 1946年，秋，該校復員北平，並增設農學院。
- 1948年底，北平校址為解放軍佔領。

### 在臺復校
- 1955年，中華民國同美國訂立原子和平用途協定，政府決定設立原子科學研究機構，組設清華大學研究院籌備委員會，勘定校址於新竹市，籌劃復校，創辦原子科學研究所。
- 1956年
  - 1月，在臺北成立國立清華大學研究院籌備處 ，陳可忠任籌備處主任。
  - 5月，決議在新竹市復校，原址為日本海军第六燃料厂新竹支厂。
  - 7月，原子科學研究所成立，招考第一屆研究生。

### 1961年－1986年
- 1961年，清華大學水池式反應器完成初步臨界運轉開始作業。為中華民國第一座原子反應爐。
- 1962年
  - 5月19日梅校長病故，時任教務長陳可忠奉命代理校務（1965年真除）。
  - 夏，增設數學研究所。
- 1963年
  - 春，數學研究所招考第一屆研究生。
- 1964年，恢復大學部，設置核子工程及數學兩學系，參加聯合招生。
- 1965年，增設物理學系。
- 1966年，增設化學系。[85]原子科學研究所之物理組於秋季成立物理研究所，招收第一屆研究生。
- 1967年，設立物理研究所博士班。
- 1968年，原子科學研究所化學組，亦以成立物理研究所同樣情形成立化學研究所，招收第一屆研究生。
- 1969年
  - 7月校長陳可忠退休，閻振興先生繼任校長。
- 1970年
  - 6月閻校長調任立臺灣大學，該校校長由徐賢修先生繼任。
  - 原子科學研究所核工組改設為原子核工程研究所。
- 1972年，增設應用化學研究所、應用物理研究所、應用數學研究所、材料科學工程學系、工業化學研究所、工業化學系和動力機械工程學系。
- 1974年，增設分子生物研究所、工業工程學系及化學研究所博士班，並將原有所系分設三學院：理學院、工學院及原子科學院。
- 1975年9月，徐校長奉命轉任行政院國家科學委員會主任委員，校長由張明哲先生繼任。
- 1976年，增設電機電力工程系，成立電子計算機中心。
- 1977年，增設電機電力工程研究所，計算機管理決策研究所及輻射生物研究所。
- 1978年，增設高分子研究所。
- 1979年，工業化學研究所增設博士班，均於當年招生。
- 1980年，增設工業工程研究所，大學部增設中國語文學系；工業化學研究所和工業化學系更名為化學工程研究所和化學工程學系。
- 1981年，增設動力機械工程、材料科學工程、原子核工程研究所博士班。核子工程學系開始招生。
  - 8月，張校長調行政院國家科學委員會主任委員，校長由毛高文先生繼任。
  - 10月，研究發展委員會成立。
- 1982年，數學所增設博士班，大學部增設外國語文學系。
  - 4月，成立長期發展委員會，訂定五年發展計劃。
- 1983年
  - 3月，開始規劃行政業務電腦化作業系統。
  - 8月，物理研究所、應用物理研究所合併為物理研究所；化學研究所、應用化學研究合併為化學研究所；計算機管理決策研究所、電機工程研究所增設博士班；與中山科學院合作成立自強科學研究中心。
  - 9月，開始設置輔系。
  - 年底，成立校內各研究中心，次年又相繼成立原子科學技術發展中心及科儀中心。
- 1984年，增設人文社會學院、經濟學系、分子生物研究所博士班；化學工程研究所與高分子研究所合併為化學工程研究所；與工業技術研究院合作成立材料科學中心。
- 1985年5月，視聽中心成立。
  - 8月，增設歷史研究所碩士班及工業工程研究所博士班，分子生物研究所更名為生命科學研究所，原子核工程研究所更名為核子工程研究所。
- 1986年
  - 8月，應用數學研究所增設博士班。原子科學研究所取消保健物理與放射化學分組。增設語言學研究所碩士班，動機、電機兩系成立雙班。
  - 9月，開始實施雙學位制。李遠哲校友榮獲諾貝爾化學獎。

### 1986年－2006年
- 1987年
  - 8月，毛校長調任教育部部長，該校校長由劉兆玄先生繼任。增設社會人類學研究所碩士班及原子科學研究所博士班。
- 1988年
  - 8月，增設統計學研究所、經濟學研究所碩士班。計算機管理決策研究所更名為資訊科學研究所。
- 1989年
  - 8月，增設文學研究所碩士班、統計學研究所博士班及輻射生物研究所博士班。
- 1990年
  - 8月，增設資訊工程學系及語言學研究所博士班。
- 1991年
  - 5月9日，發生獨立臺灣會案，法務部調查局幹員在未知會校方的情況下進入校園，拘提歷史研究所碩士生廖偉程，引發臺灣社會與大學校園劇烈反彈。來自全國各大學的學生罷課並於臺北車站靜坐抗議，要求「廢除懲治叛亂條例、反對政治迫害」；17日立法院通過廢除懲治叛亂條例，廖偉程等四人獲得交保釋放；20日，知識界、社運界與民主進步黨發動萬人遊行抗議，要求軍警特退出校園；24日，中研院院士李鎮源等人成立「一〇〇行動聯盟」，促成廢除《刑法》第一百條。
  - 8月，增設生物醫學研究所碩士班及全臺第一個生命科學系。
- 1992年
  - 5月，共同學科改為通識教育中心。
  - 7月，增設生命科學院，同時將生命科學系、生命科學研究所、生物醫學研究所改隸於生命科學院。
  - 8月，增設原子科學系。
- 1993年
  - 2月，阿岡諾反應器（英语：Argonaut class reactor）（簡稱THAR）除役工程開始，全程約費時2個月。
  - 2月27日，劉兆玄校長調任交通部部長，校務由教務長李家同先生暫行代理。
  - 12月，化工新館落成。
- 1994年
  - 1月28日，新任校長沈君山先生就任為首任經由遴選產生之校長。
  - 8月，增設工程管理研究所碩士班、哲學研究所碩士班、文學研究所博士班。
- 1995年8月，設立教育學程。配合新大學法調整所系架構，將研究所併入性質相近學系。
- 1996年，成立電子工程研究所碩士班、博士班，歷史研究所博士班，及社會人類學研究所人類學組博士班。
- 1997年8月，成立生物技術研究所（碩士班），行政院國家科學委員會在清大設立國家理論科學研究中心。
- 1998年
  - 2月，新任校長劉炯朗上任。成立電機資訊學院，設有資訊工程學系、電、機工程學系電子研所。輻射生物研究所併入生命科學系，社會人類研究所分設為社會研究所碩士班與人類學研究所碩士班、博士班。工業工程學系改名為工業工程與工程管理學系。
  - 3月9日發生洪曉慧事件。
- 1999年8月，成立通訊工程研究所碩士班、博士班。
- 2000年8月，成立科技管理學院，設有科技管理研究所、科技法律研究所、計量財務金融學系。臺積電捐贈1.8億元興建科管院，臺積電副董事長曾繁城也以個人名義捐助1500萬元。
- 2001年
  - 1月，臺達電子董事長鄭崇華捐贈100萬股臺達電股票，成立孫運璿科技講座
  - 8月，成立天文研究所碩士班、資訊系統與應用研究所碩士班。
  - 11月，旺宏電子捐贈3億元，協助興建「旺宏學習資源中心」。
- 2002年
  - 2月，新任校長徐遐生上任。
  - 8月，成立微機電系統工程研究所碩、博士班、臺灣文學研究所碩士班，人文社會學士學位學程，生命科學院調整為生命科學系、分子與細胞生物研究所碩、博士班、分子醫學研究所碩、博士班、生物資訊與結構生物研究所碩、博士班、生物科技研究所碩、博士班。
- 2003年，創設還願獎學金。
  - 8月，資訊工程學系學士班新增第3班、物理系學士班增設光電物理組、成立光電工程研究所碩、博士班及工業工程與工程管理碩士在職專班。
- 2004年
  - 1月，與新竹縣政府簽署協議書共同推動設立第二校區。
  - 8月，成立經濟學系博士班及社會學研究所博士班。
- 2005年，獲教育部補助「發展國際一流大學及頂尖研究中心計劃」，前兩年（2006年、2007年）每年新臺幣10億元。
  - 2月，電機資訊學院產業研發碩士積體電路設計專班成立。
  - 8月，宜蘭園區籌備處成立；增設資訊系統與應用研究所博士班、科技管理研究所博士班、工學院產業研發碩士光電科技專班；經濟學系由人文社會學院改屬科技管理學院。
- 2006年
  - 2月，新任校長陳文村上任。
  - 4月29日，在臺建校五十週年校慶；清華網站《首頁故事》創刊。
  - 6月，材料科學中心與奈米微系統中心合併為奈微與材料科技中心，校務會議通過「國立清華大學教師學術卓越獎勵辦法」及「國立清華大學講座及特聘教授設置辦法」。
  - 7月，歷史所黃一農教授、材料系陳力俊教授獲選為中央研究院院士。
  - 8月，原子科學系更名為生醫工程與環境科學系，成立臺灣研究教師在職進修碩士學位班、理學院學士班、科技管理學院學士班；修正組織規程，秘書室調整為秘書處，下設綜合業務組、議事及法規組、公共事務組、國際事務中心與校友服務中心。
  - 9月，首創「繁星計畫」大學甄試入學機制，獲教育部推廣；清華會館正式啟用。
  - 10月，召開第一次校務發展諮詢委員會議。

### 2007年－2013年
- 2007年
  - 1月，發行英文季刊《Newsletter》；教育部「發展國際一流大學及頂尖研究中心計畫」第一次實地考評。
  - 3月，辦理第一屆「傑出產學合作獎」選拔；第一屆「繁星計畫」招生放榜。
  - 5月，宜蘭園區22公頃，納入清華校地；聘請諾貝爾獎得主楊振寧為清華榮譽特聘講座。
  - 7月，成立「國立清華大學生物醫學研發中心」及「大學部教育改進工作小組」；首批國際志工團隊成行。
  - 8月，成立「國立清華大學人文社會研究中心」；微機電系統工程研究所更名為奈米工程與微系統研究所，成立核子工程與科學研究所碩士班、工學院院招生、人文社會學院院招生；增設計量財務金融學系碩士班、國際專業管理碩士班（International MBA）、科技管理研究所碩士在職專班。
  - 12月，臺達電子創辦人暨董事長鄭崇華先生個人捐贈新臺幣2.2億元，配合「發展國際一流大學及頂尖研究中心計畫」經費興建教學大樓「臺達館」，供電機資訊學院、材料科學工程學系及奈米工程與微系統研究所使用，並贊助清大與臺達電子產學合作。
- 2008年
  - 2月，正式成立「清華學院」；獲教育部補助「發展國際一流大學及頂尖研究中心計畫」後三年（2008年至2010年）每年新臺幣12億元；成立產業研發碩士半導體元件及製程專班。
  - 4月18日，科技管理學院「臺積館」舉行啟用典禮。
  - 6月，首度實施「專任教師評量」（2007年通過「專任教師評量辦法」）。
  - 8月，理學院學士班更名為理學院學士學位學程、科技管理學院學士班更名為科技管理學院學士學位學程、工學院院招生更名為工學院學士班、人文社會學院院招生更名為人文社會學院學士班；成立系統神經科學研究所碩士班、服務科學研究所碩士班、先進光源科技碩士-學位學程、生命科學院學士學位學程、電機資訊學院學士班；增設核子工程與科學研究所博士班；國際事務處成立，下設國際合作組、國際學生組、綜合事務組；秘書處下的國際事務中心併入國際事務處；8月30日，學齋、儒齋正式啟用。
  - 9月23日，成立清華企業家協會（TEN，Tsing Hua Entrepreneur Network）。
  - 10月31日，教學大樓──「臺達館」動土典禮。
  - 12月18日，學習資源中心──「旺宏館」動土典禮。
- 2009年
  - 3月，辦理第一屆「傑出導師獎」選拔。
  - 6月，教育部同意「竹東校區」籌設。
  - 7月，完成中長程校務發展五年計畫。
  - 8月，增設天文研究所博士班、原子科學院學士學位學程。
  - 10月，實施「兩岸清華共同研究計畫」，北京清華大學與新竹清華大學每年編列經費，分別補助兩方研究團隊，促進學術合作。
  - 12月，完成「大學部教育改進白皮書」。
- 2010年
  - 1月，奕亭落成；南校門落成。
  - 2月，新任校長陳力俊上任。
  - 5月17日，李偉德校友捐款新臺幣1億5,000萬元，協助興建綠色低碳能源教學研究大樓。
  - 8月，東和鋼鐵侯貞雄董事長捐贈新臺幣2億元，設置「侯金堆講座」；旺宏電子加碼捐贈新臺幣1億元專款作為「旺宏館」內裝工程之用；清華學院擴大招生，改制為厚德與載物兩書院。成立學習科學研究所碩、博士班，編制於共同教育委員會之下。
  - 11月，匿名人士捐贈一億七千萬，興建「生醫科技大樓」，但至2013年仍未動工。
- 2011年
  - 5月，校友組成「百人會」，共慨捐超過一億七千萬，興建多功能體育館。
  - 9月，工學院增設生物醫學工程研究所，招收第一屆研究生。
  - 10月，「臺達館」落成，並取得內政部綠建築標章，是清華邁向綠色校園的宣示指標，鄭崇華先生加碼捐贈新臺幣一億元，與清華展開為期十年的產學合作。
  - 7-Eleven入驻小吃部。[86]
- 2012年
  - 3月，材料、物理、化學、化工四系募款聯合興建「清華實驗室」（材料系獲碩禾電材捐贈五千萬，化工系獲天瑞企業、上緯企業捐贈四千萬，物理系由承德油脂李義發董事長等人捐贈三千五百萬，化學系由鼎信顧問呂正理董事長等人捐贈三千萬，共計一億五千五百萬）
  - 12月，在校園掀起反媒體巨獸學生運動，舉辦「哀悼清華精神已死」活動，為當代大學生參與社會運動的前哨站。
- 2013年
  - 4月11日，學習資源中心「旺宏館」啟用，於2008年12月18日動土，2011年4月24日落成。
  - 6月1日，奕園揭幕。林海峰、聶衛平及曹薰鉉三位圍棋大師，首次進行罕見的三人對弈，後定名為「LNT棋局」。
  - 7月，國立清華大學獲得第23屆國家品質獎，是國立大專院校中首次獲獎者。
  - 8月，新設亞際文化研究國際碩士學位學程，為臺灣聯合大學系統首次設立之學位學程。
  - 9月1日，規劃寧靜寢室，新生入住新齋3-5樓，實行準時熄燈及關閉網路等公約。
  - 10月，成立清華永續基金，初期即達五千萬元的募款目標。
  - 12月9日，「以色列－臺灣生命科學雙邊研討會」為兩國首次進行的正式雙邊交流會議，由本校及以、臺政府機關等單位主辦。
  - 12月19日，清華名人堂揭幕，包含諾貝爾獎得主：楊振寧、李遠哲等貴賓出席，並於典禮結束後進行「諾貝爾大師在清華」專題演講，吸引千餘位師生參與。
  - 「旺宏館」内的复合式咖啡店Smile Cafe开设。[87][88]

### 2014年－2021年
- 2014年
  - 2月7日校長贺陈弘上任。[89]
- 2015年11月
  - 本校科技管理學院於11月19日通過AACSB (The Association to Advance Collegiate Schools of Business，国际商管学院促进协会) 認證，躋身全球前5%頂尖認證名校之列，成為全台首間通过2013所頒布之全新認證標準的學校。
- 2016年
  - 11月1日，與國立新竹教育大學合併，校名仍稱「國立清華大學」，原竹教大校地改設南大校區。成立「竹師教育學院」、「藝術學院」、「南大校區系所調整院務中心」。
- 2017年
  - 增設藝術學院學士班、跨院國際碩士學位學程華語教學組、音樂學系音樂碩士在職專班、學前特殊教育碩士在職學位學程、計算與建模科學研究所、學習科學與科技研究所、華文文學研究所（分設華文文學組、華語教學組）。停招學習科學研究所、人力資源與數位學習科技研究所、音樂學系音樂教師碩士在職專班、應用數學系、應用科學系、中國語文學系。
- 2018年
  - 7月化学系教授鄭建鴻、分生所合聘教授鍾邦柱及物理系合聘教授李定國当选中研院院士。[90][91]
  - 增設跨院國際碩士學位學程藝術與創新科技組、竹師教育學院學士班。
  - 水漫（水木漫畫屋）於12月結束21年的營運。[92]
- 2019年
  - 人文社會學院國際生學士學位學程改名清華學院國際學士班。數學系取消數學組、應用數學組之分組。停招環境與文化資源學系。增設分析與環境科學研究所、資訊安全研究所、智慧製造跨院高階主管碩士在職學位學程、華德福教育碩士在職學位學程。藝術與設計學系藝術教育與創作碩士班，改名藝術與設計學系碩士班。生醫工程與環境科學系博士班分設生醫工程產業組、一般組之分組。
  - 4月15日，與桃園市政府簽訂為期3年的「醫療暨教育研發園區合作意向書」，計畫在桃園機場捷運A16橫山站籌設具國際醫學中心等級的清華醫院。[93][94]
  - 4月底，在百齡堂原址開設達13年的「蘇格貓底」餐廳結束營業。[95]
  - 11月1日，與新竹市政府合作規劃連結兩校區之83路市區公車正式開通。[96]
  - 12月10日，清華宣布將於109學年度申設學士後醫學系，規畫將獨立招收赴偏鄉服務的公費生，並培育研究型醫學生。[97]
- 2020年
  - 5月8日，台北政經學院成立，將以校中校的模式運作，參酌倫敦政經學院LSE模式，開辦跨領域碩士與博士學程。110學年度至少先招收10名碩士生，111學年度則至少招收40名碩士生與10名博士生，招生名額將逐年增加。[98]
  - 5月15日，校務會議已通過將生命科學院更名「生命科學暨醫學院」。
  - 9月21日清华大学郵局在清華大學研發大樓舉行喬遷開幕茶會。[99]
  - 9月23日，桃园市长郑文灿指出本校在桃園機場捷運A16站橫山站附近的桃园航空城內推動醫療暨教育研發園區，所提出設置醫院與學士後醫學系并499個床位方案已獲桃園市醫審會通過，送衛福部審核中。[100]
- 2021年
  - 3月10日台北荣总举行迁址开幕活动，将清大附设诊所搬迁到学校大门口的第四综合大楼一楼（邮局旁）。[101]
  - 6月24日，宣布發行區塊鏈加密數位畢業證書。[102]
  - 9月教育部同意設立醫學系，2022年招生并入学。[103]
  - 9月捷英文物館動工。[104]
  - 9至10月間審核新任校长候選人資格、並辦理面談，選出1至2位推薦人選，之後向校內外推薦候選人，並辦理說明會及全校教授副教授同意權投票，在年底前參酌校內投票結果，選出新任校長，報請教育部聘任。[105]
  - 10月“光復路綠門戶計畫”动工。[106][107]
  - 12月清華大學配合政府《國家重點領域產學合作及人才培育創新條例》政策設立「半導體研究學院」。[108]

### 2022年－至今
- 2022年
  - 2月1日新校长高为元（原香港大學醫學院及工學院合聘之轉化醫學工程講座教授）上任。[109]
  - 4月30日，新任校長高為元完成校長交接，宣誓就任。[110]
  - 5月16日，高為元校長捐出校長宿舍，作為教職員子女幼兒園，將招收3至5歲兩班共60名幼兒。[111]
- 2023年
  - 自2019年底發出整治成功湖的募款需求，把湖水放乾、清除淤泥後，還將展開一系列生態綠美化及水岸階梯等親水工程；整治工程預計將在4月校慶前完工，再现游湖划船景况。[112]
  - 7月，國立清華大學附設桃園醫院以BOT模式委由高雄醫學大學興建營運。[113]
  - 年中教育學院大樓预计完工。[114]
  - 年底藝術學院大樓预计完工。[115]
  - 年底南校區學生宿舍预计完工。[116]
- 2024年
  - 10月，確定於高雄市設立國立清華大學高雄分部。
  - 12月10日，校務會議通過整併中華大學校地、校舍案，未來中華大學校地將成立「清華²科技園區」。
- 2025年
  - 7月，在中央與地方政府合作下，「國家重點領域校際研究園區」於高雄揭牌，清大與陽明交大將於該園區設置高雄校區。[117]
- 2028年
  - 位於機捷A16站的清華大學桃園醫院，預計2028年啟用。[113]

## 校園
清華大學校地遍布台北市、桃園市、新竹市、新竹縣、高雄市及金門縣，現設有校本部、南大校區、台北校區等3個校區，和規劃或興建中的桃園校區、高雄校區、金門校區等3個校區，以及附設小學校本部及T.O.S校區、寶山校地。
| 圖片 | 校地名稱          | 位置         | 面積         | 備註               |
| ---- | ----------------- | ------------ | ------------ | ------------------ |
|      | 校本部            | 新竹市東區   | 101.6263公頃 |                    |
|      | 南大校區          | 新竹市東區   | 8.2297公頃   | 原國立新竹教育大學 |
|      | 台北校區          | 台北市大安區 | 0.1983公頃   |                    |
|      | 桃園校區          | 桃園市大園區 | 7.226公頃    | 規劃中             |
|      | 高雄校區          | 高雄市左營區 | 7.02公頃     | 規劃中             |
|      | 金門校區          | 金門縣金城鎮 | 1.8324公頃   | 規劃中             |
|      | 附設小學校本部    | 新竹市北區   | 2.3759公頃   |                    |
|      | 附設小學T.O.S校區 | 新竹市東區   | 0.4136公頃   |                    |
|      | 寶山校地          | 新竹縣寶山鄉 | 10.1134公頃  |                    |

### 南大校區
位於新竹市東區，面積約8.2公頃。2016年11月1日，與國立新竹教育大學合併，國立新竹教育大學改稱「國立清華大學南大校區」，教育與學習科技學系、特殊教育學系、體育學系、幼兒教育學系、教育心理與諮商學系、英語教學系、環境與文化資源學系、臺灣語言研究與教學研究所、數理教育研究所以及原國立清華大學學習科學研究所成立「國立清華大學竹師教育學院」，音樂學系和藝術與設計學系成立「國立清華大學藝術學院」，中國語文學系、應用數學系、應用科學系、人力資源及數位學習科技研究所4系所自106學年度起停招，並於合校過渡期成立「國立清華大學南大校區系所調整院務中心」。合校初期竹師教育學院與藝術學院仍在南大校區上課，未來規劃將兩院遷至校本部，南大校區改為「清華創意與大學臍帶園區」。

### 台北校區
位於台北市大安區，面積約0.2公頃，校區建築包括月涵堂及興建中的台北政經學院大樓。

### 桃園校區
位於桃園市大園區桃園航空城內，比鄰桃園捷運大園站，面積約7.2公頃，規劃中的校區建築包括桃園附設醫院及教學研究設施。

### 高雄校區
位於高雄市左營區蓮池潭畔的「國家重點領域校際研究園區」，比鄰台灣鐵路左營車站，面積約7.02公頃，規劃中的校區建築包括研教大樓、產學二館、產學三館、園區第二會館、運動中心、進修中心一館及二館、空中步道與觀景平台等設施。

### 宜蘭校區
2007年曾規劃設置宜蘭校區，並於同年12月開始動工整地。但因缺乏後續興建資金，2014年6月國立清華大學在行政院環保署環評專案審查會議中宣布無限期停工，後續移交國立宜蘭大學接手。抑曾規畫設置竹東校區，2012年因都市更新計畫未確定暫停規劃。

## 校園生活

### 學生宿舍
現有18棟學生宿舍，可容納約6000名學生住宿。
大學部宿舍計有文齋、靜齋、雅齋與慧齋（以上為女生宿舍）、禮齋、義齋、華齋、誠齋、碩齋、信齋（以上為男生宿舍）、新齋（男女混合之宿舍，其中1至4樓為男宿，5樓以上為女宿，不同性別同棟不同層，有門禁限制）、仁齋、實齋（以上為男女混合之宿舍，其中仁齋1至3樓為男宿，4樓為女宿；實齋1至2樓為男宿，3樓為女宿）。研究生宿舍計有雅齋、善齋（以上為女生宿舍）、平齋、明齋、清齋（以上為男生宿舍），另有鴻齋為男女混合之宿舍，2008年8月底，完成2棟共1000床學生宿舍供研究所學生居住，定名為學齋及儒齋；住宿率提高至55％以上。2021年，清大於校本部南校區新建美齋宿舍，未來可供南大校區上課及住宿的學生遷回校本部。
其中大學部一、二年級有新生保障優先住宿權，三年級以上則視空床數進行抽籤。另碩二以上和博二以上的研究所學生也擁有優先住宿權。

### 學生活動
課外活動
清華現有超過100個學生社團，社團的類別包括服務性、音樂性、學藝性、體育性、自治性及綜合性。另經常舉辦的活動，包括社區服務、電影欣賞、專題演講及座談、團康聯誼、藝術演出、競賽活動等，寒暑期並舉辦各類型營隊。同時，為培養具有國際觀、奉獻與服務精神的清華人，2007年開辦暑期國際志工。
體育活動
體育設施包括體育館、游泳池、田徑場、及羽球、網球等各類球場，每學年均舉辦全校性之游泳比賽、越野賽跑及運動大會等。越野賽跑於2007年更名為環校路跑，路線由校外移至校內；全長4600公尺，於每年校慶前一天之週六舉行。

### 學生輔導
獎助學金、急難扶助
設有多種獎學金，其中「還願獎學金」，係以照顧經濟有困難的同學為前提，並提供全額學雜費及生活費的補助；「逐夢獎學金」則以協助表現特出的大學生和研究生有機會去追逐夢想。
就業輔導
每年皆舉辦全校性的公司說明會、企業聯展及職涯規劃系列講座等活動；平時亦接受各界委託甄選人才。
衛生保健
與臺北榮民總醫院新竹分院合作設立國立清華大學附設診所，提供醫療服務（2019年12月31日前為新竹馬偕醫院經營）。

### 梅竹賽
梅竹賽是清華與陽明交通大學之間，一年一度的校際競賽。從1969年開始舉辦，當時名稱為「梅竹錦標對抗賽」，梅竹錦標賽，係分別紀念清華前校長梅貽琦與交大前校長淩竹銘，「梅」代表清華，「竹」代表交大，項目則包含了球類、棋橋、中英文辯論、拔河等。約於每年的3月舉辦，歷年來雖然因故停辦過數次，但梅竹賽依然是兩校每年共同的傳統盛事。飲水思源，梅竹賽的緣起，當回溯至民國50年代；清華與交大在臺復校後，因兩校校地位置相鄰，且學生人數相近，而學生之背景與就讀的科系性質亦相似，所以兩校同學彼此之間在生活、課業與活動的往來就相當的頻繁，因而不斷的有聯誼活動。在梅竹賽開辦當時，兩校為其應名「梅竹賽」或「竹梅賽」爭論不休。最後清華張致一教授從口袋拿出了一元硬幣道：「出現梅花則稱梅竹，出現壹圓那面則稱竹梅。」銅板落定，梅竹之名從此便正式確定。

### 住宿書院
清華非常重視大學部教育，在參考美國哈佛大學、麻省理工學院、耶魯大學等著名學府大學部教育後，陳文村校長於2007年7月成立「大學部教育改進工作小組」，由材料系陳力俊教授擔任召集人（2008年8月電機系王小川教授接任），針對清華教育目標以及校園生活、基礎教育、共同必修、通識教育作全盤檢討，提出整體性改進方案（2009年12月完成「大學部教育改進白皮書」），並陸續施行。為培養學生對社會的關懷，增進自我探索能力與行動力，於2008年2月成立「清華學院」，招募一批有想法有熱情的大二、大三生成為第零級的學院人，同年8月招收「清華學院」第一屆150位大一新生。在其中，學院以學生為主體，讓學生彼此「先成為人，再成為公民，然後成為士農工商。」
「清華學院」在學校正規課程之外，更進一步有系統的讓住在一起的學生，經由輔導，擴大生活體驗，思辯重要議題，增進社會參與，培養獨立思考能力，計劃執行力與挫折復原力以及人際互動與合作精神。相當程度的取法英國劍橋大學與牛津大學，美國哈佛大學與耶魯大學等名校住宿學院（Residential College）的作法，提供學生一般大學稀有的學習經驗。使學生成為有自主力、實踐力的學習者。其中，老師不是主角，只是潛能的激發者與引導者。學校致力於結合校內、外與校友資源，提供學生有效的學習環境，讓學生在其中找到自己的目標。由於其成效著卓，已於2010學年度起擴大招生，將原「清華學院」改稱「厚德書院」，強調社會關懷，另外設立「載物書院」，提供學生跨領域學習的輔導與幫助，內部設置以學生為主體的學研小組「跨領域研究中心 （页面存档备份，存于）」，總共招收約達百分之十八的大一新生為學院學生。

## 入學相關

### 繁星計畫
「繁星計畫」為清華於2006年陳文村校長任內，為縮減城鄉差距、培養更多不同面向的優秀人才、使校園的氛圍更多元而推動，方式為採用各高中「推薦保送」方式辦理單獨招生，給予城鄉高中平等之機會；每一所高中可推薦一名符合清華設定之在校成績條件、且通過大學學科能力測驗檢定標準的應屆畢業生，清華則以高中在校成績及學測級分分發比序後，公告錄取，不需甄試。2006年清華首度實施此計畫的結果，於2007年3月放榜，來自全臺150所高中的學生共150名獲得錄取。其中的32所高中，分別屬於16個縣市，這些學校在過去四年來不曾有畢業生進入清華就讀；有10個縣市內的平均家庭收入，遠低於臺灣的平均家庭收入。這些數字，說明了繁星計畫對於平衡城鄉差距、以及資源分配不均的現象，起著調整和改善的作用，清華也能藉此培養更多不同面向的人才，使校園更加多元化。為幫助家境清寒學生專心致力於學業，清大設有「繁星獎學金」；於繁星新生入學之前舉辦「 繁星啟航營」，並有專屬導師協助新生儘快融入校園生活與學習環境。根據清華繁星錄取生之追蹤分析發現，繁星學生入學後之學習表現，不亞於其他入學管道學生，甚至有更突出之表現，清華確實也達到招收優秀學生、培養優秀人才的目的。
2006年清華繁星計畫公告後，新穎之招生理念獲得各界高度認同，教育部呼籲其他「發展國際一流大學及頂尖研究中心計畫」（五年五百億計畫）及「獎勵大學教學卓越計畫」之獲選學校加入此計畫。從2006年試辦4年以來，繁星計畫對於導引學生就近入學、推動高中就學社區化、促進城鄉教育均衡發展以及豐富大學校園多元文化等方面，都有顯著成效。2010年教育部正式以繁星計畫取代現行的「學校推薦」甄選入學，更名為「繁星推薦」。招生沿用繁星計畫各高中「推薦保送」方式辦理，臺灣各大學均可參加「繁星推薦」甄選入學，招生名額大幅擴增，對偏鄉高中、社區高中之優質學生提供更佳的升學機會。

### 旭日計畫
自2013年陳力俊校長任內起，為進一步協助社經地位相對弱勢、資源較為缺乏，但具有潛力的學生，能有機會進入清華接受教育，清華於102學年度大學甄選入學個人申請，增設「旭日組」招生，以更細膩的方式照顧弱勢。
旭日組招生的意義象徵「暗夜已盡，旭日東昇」，希望能給予社經地位弱勢，但具有強烈學習熱忱的學生一個機會，透過書面審查及個人面談，全方位聆聽學生在資源相對不足情形下的成長歷程與學習動機，優先錄取在逆境中積極向上的低收入戶學生。也配合辦理旭日獎學金，藉由旭日計畫、繁星計畫、申請入學、指考分發、特殊選才、單獨招生等管道進入本校就讀的大學部學生，若符合經濟弱勢條件、特殊境遇家庭子女，以及與相關學業條件，將可申請每年十萬元獎學金，至多4年，經委員會審定後核發，讓經濟弱勢生就讀期間可安心就學。

### 拾穗計畫
「拾穗計畫」為清華於2015年賀陳弘校長任內首度推行的特殊選才計畫，清華是全台灣第一所以特殊選才為招生管道之一的學校。拾穗計畫招生目的為──讓無法經現行招生管道入學，或透過現行招生管道入學相對不利，但具特殊才能、特殊優良行為，或逆境向上之生命經驗，且具強烈學習熱誠、符合清華選才需求之學生，有機會到清華就讀。參與拾穗計畫的學生不需要通過學測考試，藉由校內甄選申請管道，使大學選才更多元化，並帶著教改理念，賀陳弘校長曾表示：「我們設計特殊選才制度，讓1%不一樣的學生有機會進入清華。大學有責任，測試社會接受改變的底線。」
歷年拾穗計畫招生成果：104學年度招收10名，占大一新生名額比率0.66%；105學年度招收16名，占大一新生名額比率1.04%；106學年度招收30名，占大一新生名額比率1.47%；107學年度招收53名，占大一新生名額比率2.69%；108學年度招生59名，占大一新生名額比率2.99%。

### 實驗教育方案
清華自2015年首辦特殊選才「拾穗計畫」，為了符合這些特殊入學之學生的需求，在2018年擬定「學士班實驗教育方案」，讓學生能提出自己獨特的大學規畫。
實驗方案的修業內容包括一般課堂學習、跨校修課、非典型課堂課程（自主專題實作等）、校外各機構實習，與國際交換學習，鼓勵學生跨領域、跨場域、跨區域學習，除仍得修習校訂的28個必修學分之外，幾乎沒有其他限制，在實驗教育計畫書上，學生必須自己思考、規畫課程，主動找老師討論、申請資源，並說明所規畫的課程與專題的相關性、學分數等。實驗教育方案強調由學生與輔導小組討論課程規畫、訂定畢業專題，再經由學校設立的學習審議小組審議，協助學生更聚焦規畫學習內容，學校也為每個實驗學生設學習輔導小組，由1位校內專任教師擔任主責老師，另有2至4位校內外的教師或業師加入小組，陪學生走過修業期
，而校方也設計了輔導及退場機制，若實驗生不適應這套模式，可與輔導小組討論後回到原來考上的系所，入學時不分系的學生，則可回到其大二分流的系所。

### 将星计划
2019年开办的將星計畫全名「清華學院學士班（將星計畫）」，是清大與國防部合辦的單獨招生。每年錄取10名，包括陸、海、空軍各2名，及資通電軍4名。將星生進入清大後，大一不分系，大二再依其興趣分流到電機、資工、材料、經濟、人社、教育等系。求學4年期間學雜費全免，可領每月1萬2千元生活費及每學期5千元的書籍費，畢業後以少尉任官，起薪近5萬元。且所有將星生不論軍種，未來只要通過體檢，都可接受飛行官訓練。未來還將安排學生到歐美頂尖軍校交換一個學期，開拓視野，與國外軍事生交流，並學習最新的軍事科技。 

## 歷任校長[145][146]

### 中國大陸時期
清華學堂（1911－1912）
| 任期                   | 姓名   | 去世时地             |
| ---------------------- | ------ | -------------------- |
| 1911年2月 - 1912年4月  | 周自齊 | 1923年，中国上海     |
| 1912年4月 - 1912年10月 | 唐國安 | 1913年，中国北京一带 |

清華學校（1912－1928）
| 任期                   | 姓名   | 去世时地             |
| ---------------------- | ------ | -------------------- |
| 1912年10月 - 1913年8月 | 唐國安 | 1913年，中国北京一带 |
| 1913年10月 - 1918年1月 | 周詒春 | 1958年，中国上海     |
| 1918年7月 - 1920年1月  | 張煜全 | 1953年               |
| 1920年9月 - 1921年10月 | 金邦正 | 1946年               |
| 1922年4月 - 1927年12月 | 曹雲祥 | 1937年，中国上海     |
| 1928年4月 - 1928年6月  | 溫應星 | 1968年，美国华府     |

國立清華大學（1928－1937）
| 任期                   | 姓名   | 去世时地         |
| ---------------------- | ------ | ---------------- |
| 1928年8月 - 1930年5月  | 羅家倫 | 1969年，台湾台北 |
| 1931年4月 - 1931年6月  | 吳南軒 | 1980年，台湾台北 |
| 1931年12月 - 1937年8月 | 梅貽琦 | 1962年，台湾台北 |

國立長沙臨時大學（1937－1938）
| 任期                   | 姓名   | 去世时地         |
| ---------------------- | ------ | ---------------- |
| 1937年10月 - 1938年2月 | 梅貽琦 | 1962年，台湾台北 |

國立西南聯合大學（1938－1946）
| 任期                  | 姓名   | 去世时地         |
| --------------------- | ------ | ---------------- |
| 1938年5月 - 1946年5月 | 梅貽琦 | 1962年，台湾台北 |

國立清華大學（1946－1948）
| 任期                    | 姓名   | 去世时地         |
| ----------------------- | ------ | ---------------- |
| 1946年10月 - 1948年12月 | 梅貽琦 | 1962年，台湾台北 |

### 台灣時期
| 任期            | 姓名           | 去世时地               |
| --------------- | -------------- | ---------------------- |
| 1956年 - 1962年 | 梅貽琦         | 1962年，台湾台北       |
| 1962年 - 1969年 | 陳可忠         | 1992年，美国宾州       |
| 1969年 - 1970年 | 閻振興         | 2005年，台湾台北       |
| 1970年 - 1975年 | 徐賢修         | 2001年，美国印第安纳州 |
| 1975年 - 1981年 | 張明哲         | 1998年，美国加州       |
| 1981年 - 1987年 | 毛高文         | 2019年，台湾台北       |
| 1987年 - 1993年 | 劉兆玄         | 1943年出生             |
| 1993年 - 1994年 | 李家同（代理） | 1939年出生             |
| 1994年 - 1997年 | 沈君山         | 2018年，台湾新竹       |
| 1997年 - 1998年 | 陳信雄（代理） | 1944年出生             |
| 1998年 - 2002年 | 劉炯朗         | 2020年，中國澳門       |
| 2002年 - 2006年 | 徐遐生         | 2023年去世，美国加州   |
| 2006年 - 2010年 | 陳文村         | 1948年出生             |
| 2010年 - 2014年 | 陳力俊         | 1946年出生             |
| 2014年 - 2022年 | 賀陳弘         | 1958年出生             |
| 2022年 - 2022年 | 賀陳弘（代理） | 1958年出生             |
| 2022年 - 2026年 | 高为元         | 1968年出生             |

## 國際交流
- 國立清華大學積極招收印度籍學生，自2008年8月1日「國際事務處」（於2011年2月1日起更名為「全球事務處」）正式成立後，更加積極透過各式管道招收國際學生，且與財團法人國際合作發展基金會（ICDF）、科學園區及工研院等單位合作，並以校內外單位共同提供之獎學金及實習機會，吸引國際學生來台就讀
- 民國100學年度（2011年）共計373名印度學生來臺就讀學位學程，多以攻讀博士學位為主，佔74%，居台灣外籍學生來源國別之首，主要就讀於國立清華大學、國立交通大學及國立中興大學等。工程學院為最熱門領域，計有129人，自然科學類(含物理、化學、天文學、地理科學、生物學等)有119人，生命科學方面 49人，商管類30人。另外，更有超過100位以上的印度學生來臺學習華語
- 根據民國101學年度（2012年）數據統計：在清華印度籍學生共94名，佔本校國際學生人數之冠；另有印度籍博士後研究員26名。全臺四百餘印度籍學位生中，近四分之一選擇本校就讀
- 中華民國教育部在印度設立的第4座「臺灣教育中心」，在印度理工學院馬德拉斯分校揭幕，兩國高等教育交流範圍延伸到南印度[150]

## 教學研究單位
| 電機資訊學院 | 電機資訊學院學士班 | 電機工程學系   | 資訊工程學系         |
| 電機資訊學院 | 通訊工程研究所     | 光電工程研究所 | 資訊系統與應用研究所 |
| 電機資訊學院 | 資訊安全研究所     | 電子工程研究所 | 光電博士學位學程     |

| 理學院 | 理學院學士班         | 物理學系             | 化學系               |
| 理學院 | 數學系               | 天文研究所           | 計算與建模科學研究所 |
| 理學院 | 統計與數據科學研究所 | 先進光源科技學位學程 |                      |

| 工學院 | 工學院學士班                 | 化學工程學系                       | 材料科學與工程學系           |
| 工學院 | 工業工程與工程管理學系       | 動力機械工程學系                   | 奈米工程與微系統研究所       |
| 工學院 | 生物醫學工程研究所           | 工業工程與工程管理學系碩士在職專班 | 全球營運管理碩士雙聯學位學程 |
| 工學院 | 前瞻功能材料產業博士學位學程 | 太空工程研究所                     |                              |

| 生命科學暨醫學院 | 生命科學院暨醫學院學士班                       | 生命科學系         | 醫學科學系           |
| 生命科學暨醫學院 | 學士後醫學系                                   | 分子醫學研究所     | 分子與細胞生物研究所 |
| 生命科學暨醫學院 | 生物資訊與結構生物研究所                       | 系統神經科學研究所 | 生物科技研究所       |
| 生命科學暨醫學院 | 跨領域神經科學博士學位學程（台灣聯合大學系統） |                    |                      |

| 原子科學院 | 原子科學院學士班     | 生醫工程與環境科學系                     | 工程與系統科學系         |
| 原子科學院 | 核子工程與科學研究所 | 分析與環境科學研究所                     | 生物資訊與結構生物研究所 |
| 原子科學院 | 先進光源科技學位學程 | 環境科技博士學位學程（台灣聯合大學系統） |                          |

| 人文社會學院 | 人文社會學院學士班 | 中國文學系                     | 外國語文學系                                     |
| 人文社會學院 | 歷史研究所         | 語言學研究所                   | 人類學研究所                                     |
| 人文社會學院 | 社會學研究所       | 哲學研究所                     | 台灣文學研究所                                   |
| 人文社會學院 | 華文文學研究所     | 台灣研究教師在職進修碩士學位班 | 亞際文化研究國際碩士學位學程（臺灣聯合大學系統） |

| 科技管理學院 | 科技管理學院學士班                    | 經濟學系                         | 計量財務金融學系                          |
| 科技管理學院 | 服務科學研究所                        | 科技管理研究所                   | 科技法律研究所                            |
| 科技管理學院 | 經營管理碩士在職專班（MBA）           | 高階經營管理碩士在職專班（EMBA） | 國際專業管理碩士班（IMBA）                |
| 科技管理學院 | 公共政策與管理碩士在職專班（MPM）     | 財務金融碩士在職專班（MFB）      | 高階經營管理雙聯碩士在職專班（Dual EMBA） |
| 科技管理學院 | 健康政策與經營管理碩士在職專班（HBA） |                                  |                                           |

| 竹師教育學院 | 竹師教育學院學士班           | 竹師教育學院博士班         | 教育與學習科技學系                      |
| 竹師教育學院 | 英語教學系                   | 幼兒教育學系               | 特殊教育學系                            |
| 竹師教育學院 | 環境與文化資源學系           | 教育心理與諮商學系         | 運動科學系                              |
| 竹師教育學院 | 臺灣語言研究與教學研究所     | 學習科學與科技研究所       | 數理教育研究所                          |
| 竹師教育學院 | 學前特殊教育碩士在職學位學程 | 華德福教育碩士在職學位學程 | 竹師教育學院跨領域STEAM教育碩士在職專班 |

| 藝術學院 | 藝術學院學士班 | 音樂學系暨碩士班 | 藝術與設計學系暨碩士班 |
| 藝術學院 | 科技藝術研究所 |                  |                        |

| 台北政經學院 | 台北政經學院碩士班 | 台北政經學院博士班 |  |

| 半導體研究學院 | 元件技術、材料與物理组碩士班暨博士班 | 積體電路設計與應用组碩士班暨博士班 | 先進製程設備與封裝组碩士班暨博士班 |
| 半導體研究學院 | 電子材料與化學组碩士班暨博士班       |                                    |                                    |

| 清華學院 | 清華學院學士班 | 清華學院國際學士班 | 通識教育中心 |
| 清華學院 | 語文中心       | 住宿書院           | 體育室       |

| 系所調整院務中心 | 應用數學系暨碩士班   | 應用科學系暨碩士班 | 人力資源與數位學習科技研究所 |
| 系所調整院務中心 | 中國語文學系暨碩士班 |                    |                              |

| 教務處 | 跨院國際博士班學位學程 | 跨院國際碩士班學位學程 | 智慧製造跨院高階主管碩士在職學位學程 |
| 教務處 | 精準醫療博士學位學程   | 智慧生醫博士學位學程   | 藥品與醫材法規科學碩士在職學位學程   |

|  |  |  |

## 研究中心

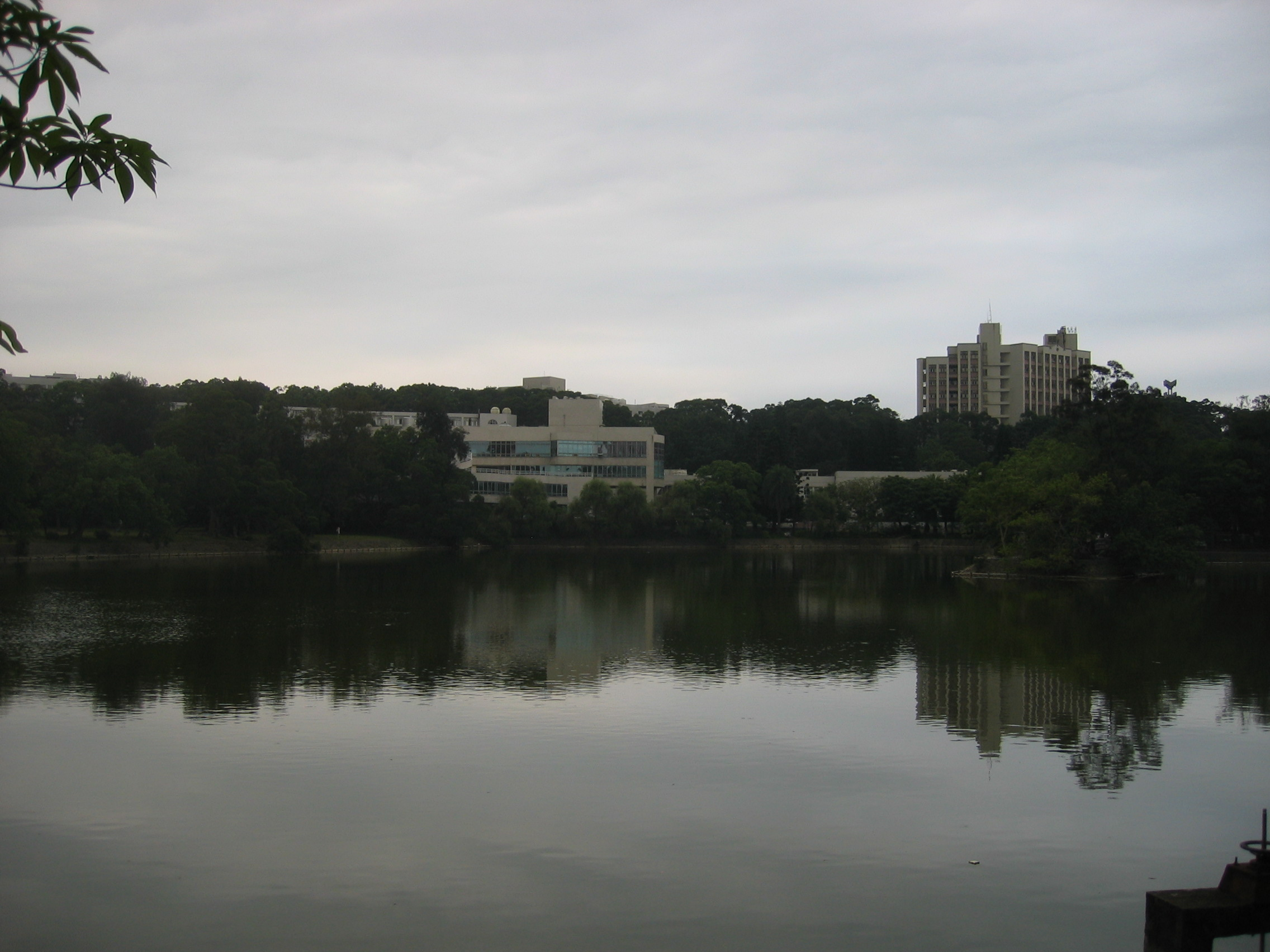
成功湖

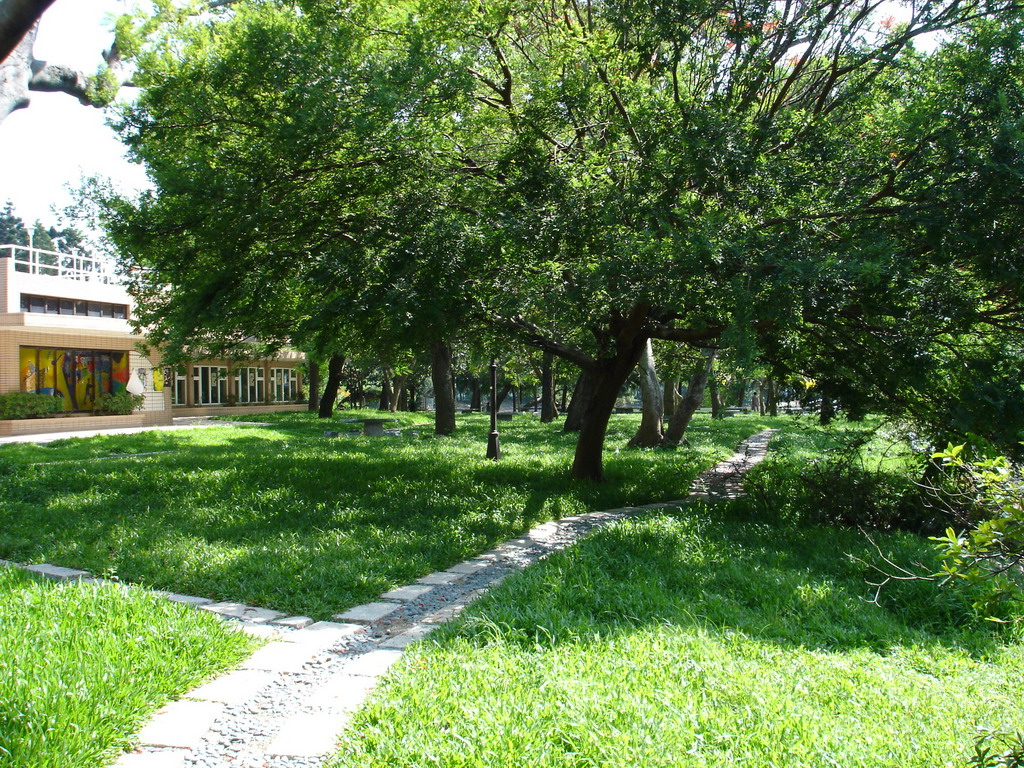
國立清華大學成功湖畔

| 研究發展處 | 國家理論科學研究中心               | 原子科學技術發展中心       | 奈微與材料科技中心         |
| 研究發展處 | 生物醫學科技研發中心（實驗動物房） | 電腦與通訊科技研發中心     | 積體電路設計技術研發中心   |
| 研究發展處 | 科技與社會研究中心                 | 光電研究中心               | 清大/工研院聯合研究中心    |
| 研究發展處 | 當代中國研究中心                   | 物理研究推動中心           | 能源與環境研究中心         |
| 研究發展處 | 腦科學研究中心                     | 貴重儀器使用中心           | 人文社會研究中心           |
| 研究發展處 | 科學儀器中心                       | 基礎科學研究中心           | 亞洲政策中心               |
| 研究發展處 | 人工智慧研發中心                   | 運動科技中心               | 智慧製造與循環經濟研究中心 |
| 研究發展處 | 運動事業及政策中心                 | 科技考古與文物鑑定研究中心 |                            |

| 電機資訊學院 | 音樂、科技與健康研究中心 |  |  |

| 工學院 | 企業運籌與電子化中心 | 品質研究中心 | 先進封裝中心 |
| 工學院 | 高熵材料研發中心     |              |              |

| 生命科學暨醫學院 | 生物資訊中心 |  |  |

| 原子科學院 | 硼中子捕獲治療中心 |  |  |

| 科技管理學院 | 科技政策研究中心       | 技術創新與創業研究中心 | 全球化經濟研究中心       |
| 科技管理學院 | 生物倫理與法律研究中心 | 財務風險控管研究中心   | 服務創新與分析研究中心   |
| 科技管理學院 | 社會企業研究中心       | 安富金融工程研究中心   | 區塊鏈法律與政策研究中心 |

| 竹師教育學院 | 教育與心智科學研究中心 | K-12課程與師培研究發展中心 |  |

| 清華學院 | 科技藝術研究中心 | 區域創新中心 | 實創中心 |

## 附屬單位
- 國立清華大學附設實驗國民小學（校本部）：新竹市北區四維路47號。
- 國立清華大學附設實驗國民小學（TOS校區）：新竹市東區建功二路63號。[153]
- 國立清華大學員工子女非營利幼兒園：新竹市東區光復路二段101號東院9-10號。
- 新竹市竹松社區大學：新竹市東區南大路521號。
- 金門縣清華金門社區大學：金門縣金城鎮西海路三段81巷2號。

## 校園景點
| - 成功湖 - 相思湖 - 臺積館大草坪 - 旺宏館沉思者 - 楓林小徑 | - 人社院鐘塔 - 奕園 - 梅園（2021年，梅園的梅貽琦校長墓園登錄為紀念建築） - 清交小徑（国立阳明交通大学称交清小徑） |

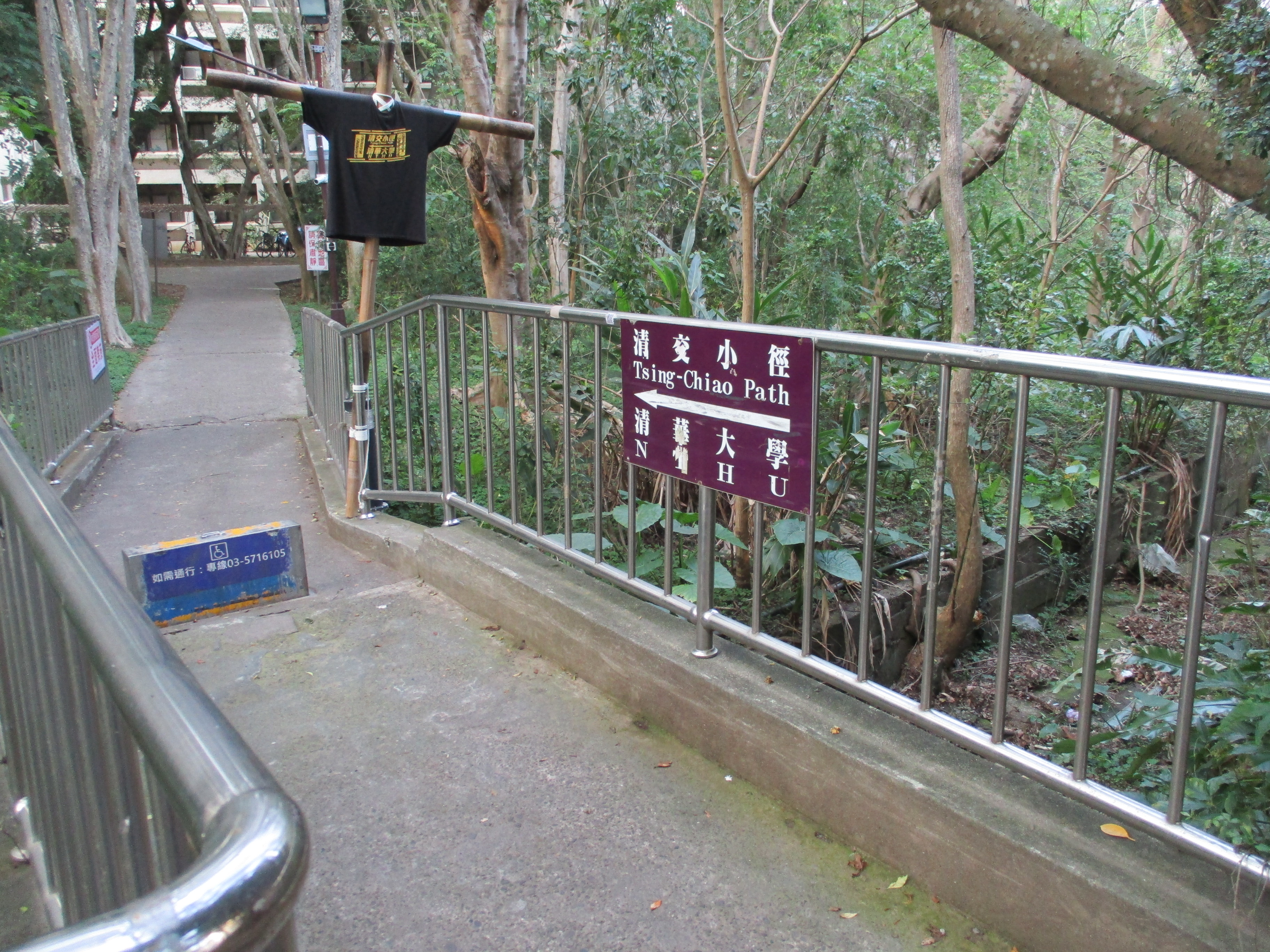
清交小徑

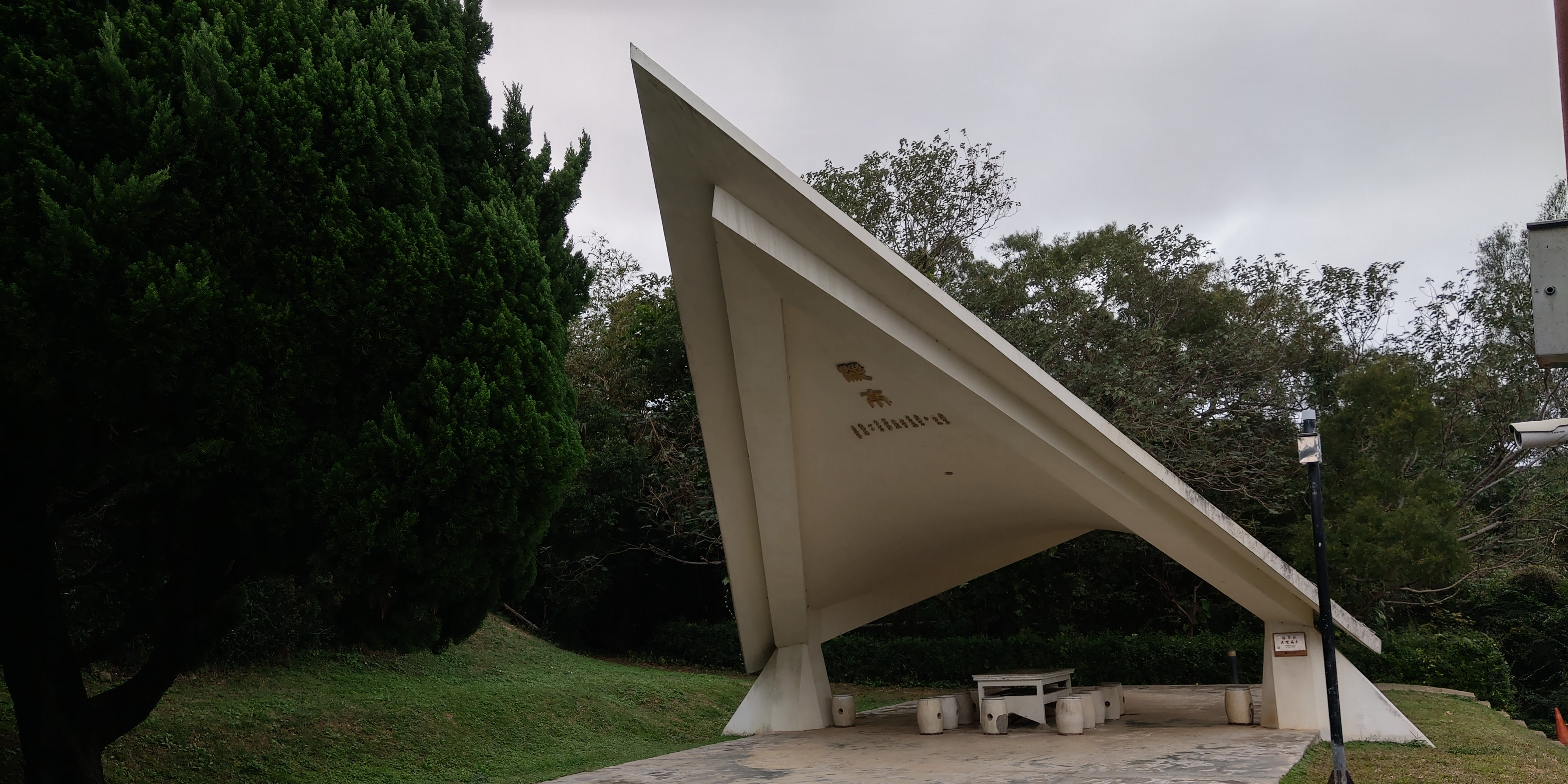
梅園與梅亭

## 併校
- 1999年曾傳出與陽明大學整併改名「國立清華陽明大學」消息，但未果 [156][157]。2018年9月21日至9月26日，陽明大學開始校務會議討論合併的會議，同時清華大學也成立「陽明合校發展委員會」 積極爭取合校。2018年12月26日，陽明大學校務會議決議，優先與交通大學議約合併[158]。
- 2004年到2005年國立交通大學校務會議投票改名「國立清華交通大學」遭否決，因此未成。[159][160][161]
- 2016年10月14日，國立清華大學與國立新竹教育大學合併案獲得教育部核定。11月1日，兩校正式合併為「國立清華大學」。[162]
- 2024年12月10日，國立清華大學在2024年12月10日的校務會議上全票通過與中華大學整併的意向，並將繼續與中華大學討論具體的整併計畫，計劃於明年向教育部提交相關報告。清華大學感謝中華大學的捐地捐產，並計劃在中華大學的校區設立「清華²科技園區」，以推動半導體等領域的研究與教育。此整併案於上月經校內發展委員會討論後獲得全體通過，並由包含教師、職員與學生代表的校務會議進一步審議。清華大學表示，該校區毗鄰新竹科學園區，將對半導體人才培育及產業發展產生正面影響，並計劃與國發會合作，打造產學合作平台，吸引國內外企業及新創公司進駐，進一步推動半導體產業發展。清華大學校長高為元提到，全球許多名校，如史丹佛大學，設有科研園區並促進了當地經濟與創新。此次整併案參考了台科大與華夏科大的整併模式，並將進行詳細的財務、人事、行政等各方面的評估，確保整併過程順利進行[163]。

## 外部連結
- 官方网站
- 水木清华网 （页面存档备份，存于）（繁體中文）
- 國立清華大學附設實驗國民小學 （页面存档备份，存于）（繁體中文）（英文）（日語）
- 清大授權帽T（繁體中文）（英文）（日語）
- 大專校院校務資訊公開平台（页面存档备份，存于）